# Piasecki H-21
El Piasecki H-21 Workhorse/Shawnee fue un helicóptero estadounidense, el cuarto de una línea de helicópteros de doble rotor diseñados y construidos por la compañía Piasecki Helicopter (posteriormente Boeing Vertol). Llamado con frecuencia "plátano volador", era un helicóptero multipropósito, utilizando ruedas, esquís o flotadores. Fue usado para rescate en el Ártico porque tenía buenas prestaciones aun con bajas temperaturas.

## Diseño y desarrollo
Desarrollado a partir del HRP-2 de la Guardia Costera (Piasecki PV-17 mejorados), el prototipo del helicóptero de rotores en tándem Piasecki PV-22 (designado XH-21 por la USAF) realizó su primer vuelo en abril de 1952. En 1949, la Fuerza Aérea de los Estados Unidos realizó un pedido de 18 aparatos YH-21 para evaluación, que fueron seguidos por un lote inicial de serie de 32 H-21A, denominados Workhorse. Los H-21A destinados al Servicio de Salvamento Aéreo del Servicio de Transporte Aéreo Militar estaban dotados de un motor Wright R-1820-103 de 1250 hp; el primero de estos ejemplares voló en octubre de 1953. Otros seis aparatos fueron construidos por contratos de la USAF, pero suministrados a Canadá en virtud del Programa de Asistencia Militar.
La segunda versión de serie fue la H-21B, que usaba la plena potencia (1425 hp) suministrada por el motor R-1820-103 para cubrir su mayor peso, 6800 kg contra los 5200 kg iniciales. Se construyeron 163 aparatos, principalmente para el Mando de Transporte de Tropas; estos contaban con piloto automático, podían llevar depósitos auxiliares de combustible y contaban con cierto blindaje.
El equivalente en el Ejército estadounidense fue el H-21C Shawnee, del que se construyeron 334 unidades. Entre ellos se incluyen 98 para el Ejército francés, 10 para la Marina francesa y 6 para Canadá; 32 se enviaron al Ejército de Alemania Occidental, que los encuadró en el Heeresflieger-bataillon 300. El H-21C, redenominado CH-21C en julio de 1962, llevaba una eslinga ventral para 1800 kg de carga. Su producción transcurrió entre septiembre de 1954 y marzo de 1959; los modelos tardíos fueron denominados Model 43 por la compañía, cuando esta se convirtió en 1956 en la Vertol Aircraft Corporation. Los H-21A y H-21B fueron redenominados retrospectivamente Model 42. Dos conversiones de células H-21C dotadas de turboejes fueron denominadas Model 71 (H-21D), con dos motores General Electric T58 y puesta en vuelo por primera vez en septiembre de 1957, y Model 105, equipada con dos Avco Lycoming T53. A partir de esta última, se diseñó el Vertol 107 (padre de la serie Boeing-Vertol H-46 (Boeing CH-46 Sea Knight).

## Variantes
XH-21
Designación de la USAF para el primer prototipo del H-21.
YH-21 Work Horse
Versión de la Búsqueda y Rescate (SAR) de la USAF del HRP-2 para pruebas de servicio, 18 construidos.
H-21A Work Horse (Model 42)
Igual que el YH-21 con cambios en detalle y propulsado por un Wright R-1820-102 de 1250 hp, redesignado CH-21A en 1962, 32 construidos para la USAF, 6 para la Real Fuerza Aérea Canadiense.
H-21B Work Horse (Model 42)
Igual que el H-21A, pero con motor Wright repotenciado (1425 hp) y asientos para 20 soldados, piloto automático como estándar, y blindaje de protección limitada y depósitos externos de combustible, se convirtió en CH-21B en 1962, 163 construidos para las fuerzas estadounidenses. 10 construidos para las Fuerzas de Autodefensa de Japón; 10 H-21B construidos para la Marina Nacional francesa.
SH-21B Work Horse
Conversión de Rescate del H-21B, se convirtió en HH-21B en 1962.
H-21C Shawnee (Model 43)
Versión del Ejército estadounidense del H-21B, se convirtió en CH-21C en 1962, 334 construidos para las fuerzas estadounidenses. 32 construidos bajo licencia por Weser Flugzeugbau para el Ejército de Alemania Occidental. 98 construidos para el Ejército del Aire francés y la Aviación Ligera del Ejército de Tierra Francés (ALAT).
XH-21D Shawnee (Model 71)
Dos H-21C remotorizados con dos motores turboeje General Electric T58 en lugar del Wright R-1820. No entró en producción.
CH-21A
H-21A redesignado en 1962.
CH-21B
H-21B redesignado en 1962.
CH-21C
H-21C redesignado en 1962.
HH-21B
SH-21B redesignado en 1962.
Model 42A
Conversión por Vertol Aircraft (Canada) de ocho H-21 de la Real Fuerza Aérea Canadiense para uso civil. Equipados para llevar 19 pasajeros o 1279 kg de carga interna o una carga colgada de 2268 kg.
Model 44A
Versión de transporte comercial de 19 pasajeros del H-21B. Once en total (designación militar sueca: HKP-1), 2 para la Fuerza Aérea Sueca, 9 para la Armada de Suecia. Dos usados para propósitos de pruebas/evaluación para las Fuerzas de Autodefensa de Japón.
Model 44B
Versión comercial de 15 pasajeros/carga del H-21B.
Model 44C
Versión comercial ejecutiva de ocho pasajeros del H-21B.
CH-127
Model 44 de Vertol Canada.
Piasecki HKP-1
Model 44 para la Armada de Suecia.

## Operadores

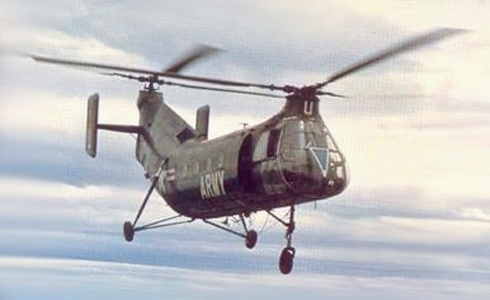
Un H-21 del Ejército de los Estados Unidos en vuelo.

### Militares
Alemania
- Ejército Alemán[2]

 Canadá
- Real Fuerza Aérea Canadiense[3]

 Estados Unidos

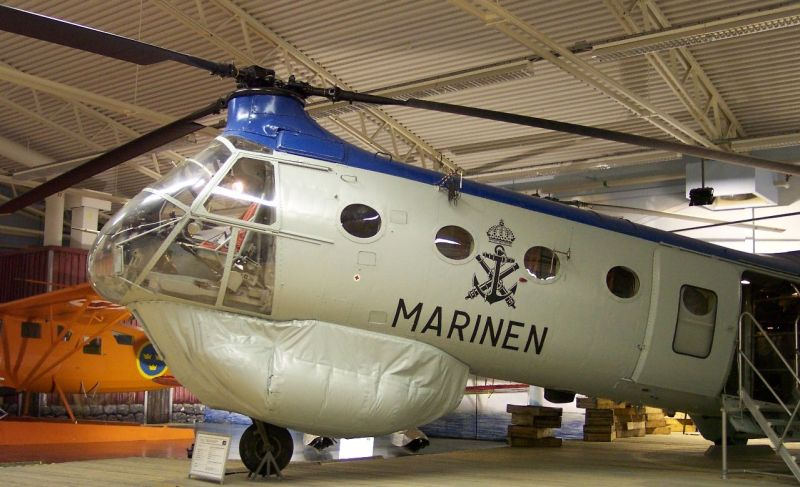
Hkp 1 con los colores de la Armada Sueca.

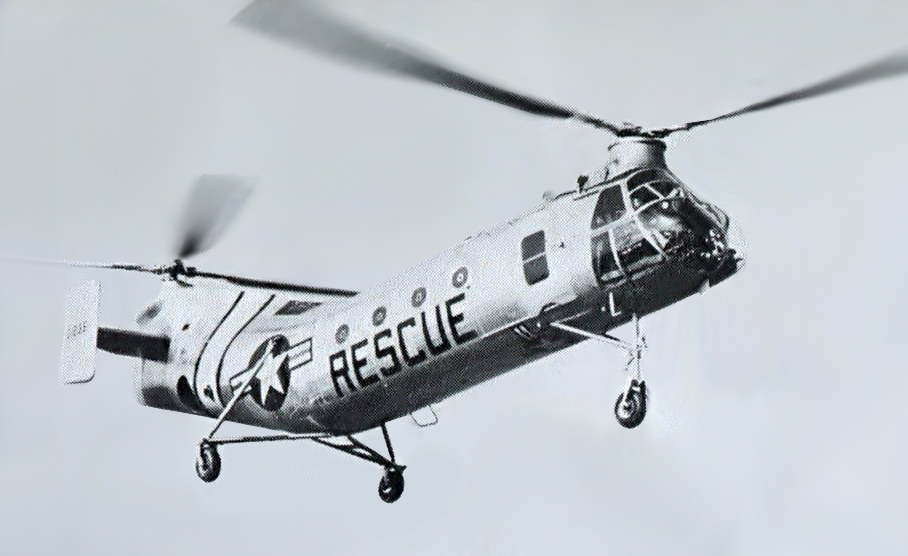
Un HH-21 de la USAF.

- Fuerza Aérea de los Estados Unidos[4]
- Ejército de los Estados Unidos[5]

 Francia
- Ejército del Aire francés[6]
- Ejército de Tierra Francés[7]
- Marina Nacional francesa[8]

 Japón
- Fuerza Aérea de Autodefensa de Japón[9]
- Fuerza Terrestre de Autodefensa de Japón[9]

 República Democrática del Congo
- Fuerza Aérea de la República Democrática del Congo[10]

 Suecia
- Armada de Suecia[11]

### Civiles
Estados Unidos
- New York Airways[12]

## Especificaciones (CH-21C)

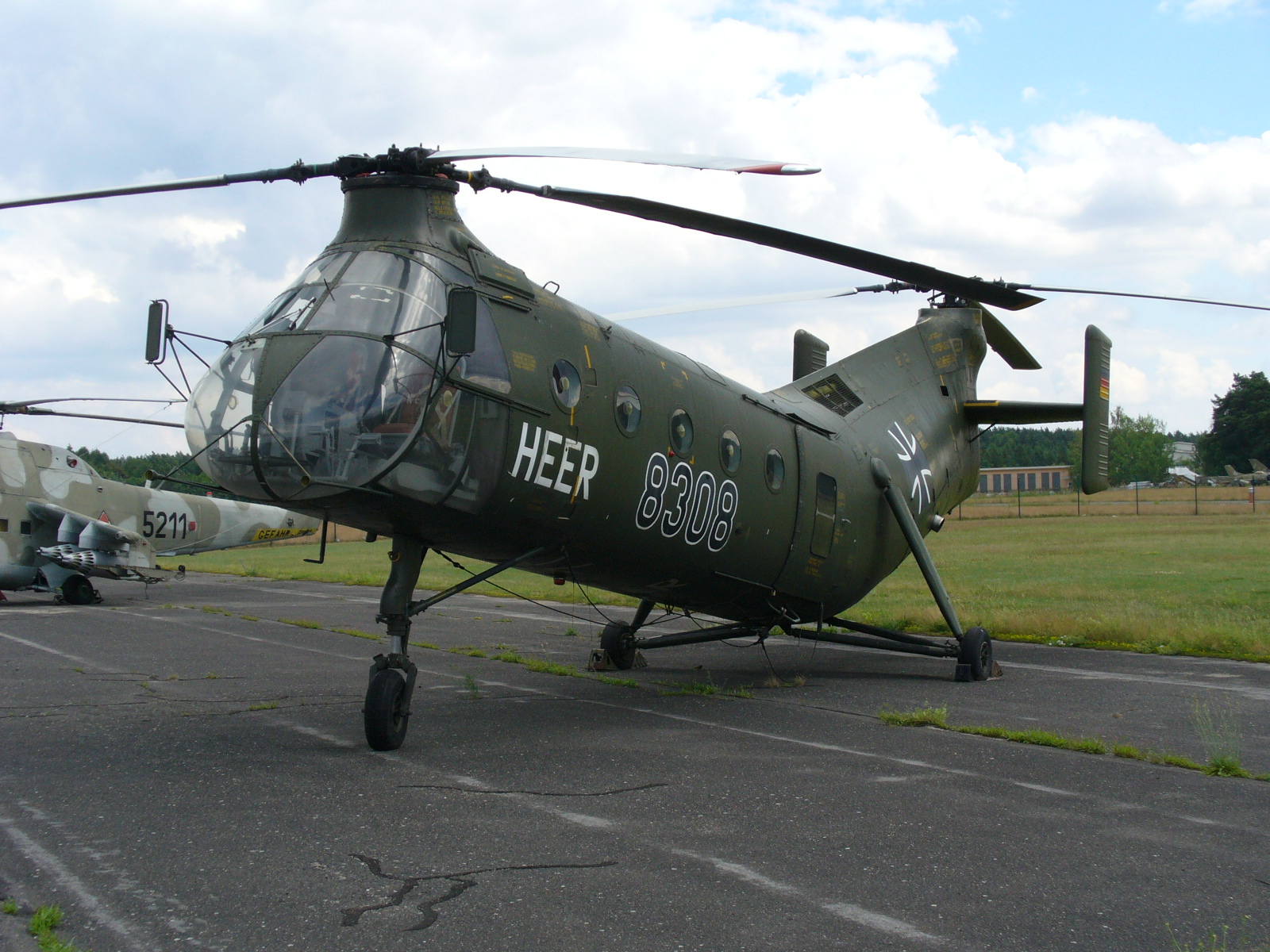
H-21C del Heeresflieger-bataillon 300.

Referencia datos: U.S. Army Aircraft Since 1947

### Características generales
- Tripulación: 3-5 (piloto, copiloto, jefe de tripulación, y uno o dos artilleros en Vietnam)
- Capacidad: 20 soldados o 12 camillas
- Longitud: 16 m (52,5 ft)
- Diámetro rotor principal: 13,4 m (44 ft)
- Altura: 4,8 m (15,7 ft)
- Área circular: 282,6 m² (3042 ft²)
- Peso vacío: 4058 kg (8943,8 lb)
- Peso cargado: 6893 kg (15 192,2 lb)
- Peso máximo al despegue: 6893 kg (15 192,2 lb)
- Planta motriz: 1× motor radial de 9 cilindros sobrealimentado, refrigerado por aire Wright R-1820-103.
  - Potencia: 1063 kW (1466 HP; 1446 CV)

### Rendimiento
- Velocidad máxima operativa (Vno): 204 km/h (127 MPH; 110 kt)
- Velocidad crucero (Vc): 158 km/h (98 MPH; 85 kt)
- Alcance: 427 km (231 nmi; 265 mi)
- Techo de vuelo: 2880 m (9449 ft)
- Carga del rotor: 24 kg/m² (5 lb/ft2)
- Potencia/peso: 150 W/kg (0,09 hp/lb)

### Armamento
- Otros: Variable, normalmente 1 o 2 ametralladoras de 12,7 mm o M60 de 7,62 mm

## Aeronaves relacionadas

### Desarrollos relacionados
- Piasecki HRP Rescuer
- Piasecki HUP Retriever
- Boeing Vertol CH-46 Sea Knight
- Boeing CH-47 Chinook

### Aeronaves similares
- Bristol Belvedere
- Yakovlev Yak-24

### Secuencias de designación
- Secuencia PV-_ (interna de Piasecki): ← PV-3 - PV-15 - PV-18 - PV-22 - VZ-2
- Secuencia H-_ (Helicópteros de la USAF, 1948-1962): ← H-18 - H-19 - H-20 - H-21 - H-22 - H-23 - H-24 →
- Secuencia _H-_ (Helicópteros estadounidenses, 1962-presente): OH-13/UH-13J - UH-19 - CH-21 - OH-23 - UH-25 - CH-34 →
- Secuencia C_-_ (Aeronaves de las Fuerzas Canadienses, 1968-presente): ← CP-122 - CSR-123/CC-123 - CH-124 - CH-125 - CH-126 - CH-127 - CT-128 - CC-129 - CC-130 →
- Secuencia Hkp/HKP _ (Helicópteros de la Fuerza Aérea sueca): Hkp 1 - Hkp 2 - Hkp 3 - Hkp 4 →